# Jag önskar er alla en riktigt god jul
Jag önskar er alla en riktigt god jul är en julsång, skriven av Paul Paljett och Torgny Söderberg.
Sången spelades först in av den då  20 år gamla Paul Paljett och gavs ut på samlingsalbumet Jultoppar från 1975. Den har sedan återutgivits bland annat på samlingsalbumet Dansband 12 år 1991, och på samlingsalbumet Dansparty i juletid: Julens favoriter år 1992. På samlingsalbumen krediteras han som Paul Sahlin, det är dock ursprungsinspelningen från 1975 som återges.
Sången har även spelats in av Kikki Danielsson på hennes julalbum Min barndoms jular från 1987, och 1995 spelade Ann-Cathrine Wiklander in melodin . 
1998 spelades den in på nytt av Paul Sahlin tillsammans med Matz Bladhs, där han vid den tiden var sångare.
I sångtexten, som ser tillbaka på skoltiden med en viss nostalgi, och sentimentalitet, önskas vännerna och de gamla klasskamraterna en "God jul".